# Trichoplusia turlini
Trichoplusia turlini är en fjärilsart som beskrevs av Claude Dufay 1978. Trichoplusia turlini ingår i släktet Trichoplusia och familjen nattflyn. Inga underarter finns listade i Catalogue of Life.